# Netzhoppers Königs Wusterhausen 2016-2017
Questa voce raccoglie le informazioni riguardanti il Netzhoppers Königs Wusterhausen nelle competizioni ufficiali della stagione 2016-2017.

## Organigramma societario
Area direttiva
- Presidente: Hans-Jochen Rodner

Area tecnica
- Allenatore: Mirko Čulić
- Allenatore in seconda: Kamil Ratajczak
- Scout man: Rainer Latzke, Immo Prussak

Area sanitaria
- Medico: Kai Dragowsky
- Fisioterapista: David Ewald

## Rosa
| N° | Nome            | Ruolo | Data di nascita   | Nazionalità sportiva |
| -- | --------------- | ----- | ----------------- | -------------------- |
| 1  | Matthias Penk   | S     | 11 febbraio 1988  | Germania             |
| 2  | Filip Gavenda   | S/O   | 13 gennaio 1996   | Slovacchia           |
| 3  | Taylor Hammond  | P     | 27 ottobre 1992   | Stati Uniti          |
| 4  | Sascha Kaleck   | P     | 8 aprile 1997     | Germania             |
| 5  | Iven Ferch      | C     | 18 settembre 1997 | Germania             |
| 7  | Robin Hafemann  | S     | 2 novembre 1995   | Germania             |
| 8  | Björn Andrae    | S     | 14 maggio 1981    | Germania             |
| 9  | Robert Schramm  | C     | 16 dicembre 1989  | Germania             |
| 10 | Kamil Ratajczak | L     | 24 settembre 1985 | Polonia              |
| 11 | Theo Timmermann | S     | 14 settembre 1996 | Germania             |
| 12 | Daniel Heinecke | C     | 28 giugno 1986    | Germania             |
| 14 | Paul Sprung     | C     | 5 marzo 1991      | Germania             |